# Egalicia
Egalicia is een kevergeslacht uit de familie van de boktorren (Cerambycidae). De wetenschappelijke naam van het geslacht werd voor het eerst geldig gepubliceerd in 1974 door Lane.

## Soorten
Egalicia omvat de volgende soorten:
- Egalicia flavescens (Thomson, 1864)
- Egalicia testacea (Bates, 1866)